# Епархия Цгачас-Нека
Епархия Цгачас-Нека (лат. Dioecesis Qachasnekensis) — епархия Римско-Католической церкви с центром в городе Цгачас-Нек, Лесото. Епархия Цгачас-Нека распространяет свою юрисдикцию на районы Мокотлонг, Цгачас-Нек, Цгутинг и часть района Таба-Цека. Епархия Цгачас-Нека входит в митрополию Масеру.

## История
3 января 1961 года Римский папа Иоанн XXIII издал буллу «Sacrum Evangelium», которой учредил епархию Цгачас-Нека, выделив её из архиепархии Масеру.

## Ординарии епархии
- епископ Joseph Delphis Des Rosiers (3.01.1961 — 17.07.1981)
- епископ Evaristus Thatho Bitsoane (17.07.1981 — 17.07.2010)
- епископ Joseph Mopeli Sephamola (19.06.2013[1] — по настоящее время).

## Источник
- Annuario Pontificio, Libreria Editrice Vaticana, Città del Vaticano, 2003, ISBN 88-209-7422-3
- Булла Sacrum Evangelium, AAS 53 (1961), стр. 542 (лат.)